# Dichiarazione di Harare
La Dichiarazione di Harare è una dichiarazione del Commonwealth delle nazioni, che ha stabilito i principi e i valori fondamentali dell'organizzazione, specificato i suoi criteri di adesione e ridefinito e rafforzato il suo scopo. 
La Dichiarazione è stata rilasciata ad Harare, capitale dello Zimbabwe, il 20 ottobre 1991, durante il dodicesimo incontro dei capi di governo del Commonwealth.
La Dichiarazione di Harare ha riaffermato i principi stabiliti nella Dichiarazione di Singapore del 1971 (la pace mondiale e il sostegno alle Nazioni Unite; la libertà individuale e l'egualitarismo; l'opposizione al razzismo; l'opposizione al colonialismo; l'eliminazione della povertà, dell'ignoranza, delle malattie e della disuguaglianza economica; il libero scambio; la cooperazione istituzionale; il multilateralismo; il rifiuto della coercizione internazionale. Ha inoltre sottolineato alcuni dei principi e dei valori menzionati a Singapore come parte integrante del progetto del Commonwealth:
Le due Dichiarazioni sono considerate i due documenti più importanti della costituzione non codificata del Commonwealth, fino all'adozione della Carta del Commonwealth nel 2012.
Con la Dichiarazione, i paesi del Commonwealth decisero di applicare di questi principi alle questioni allora in corso, come la fine della guerra fredda, il quasi completamento della decolonizzazione e l’imminente fine del regime dell’apartheid in Sudafrica. La dichiarazione tracciava anche un percorso per il Commonwealth nel ventunesimo secolo.
Nel 2002, lo Zimbabwe è stato sospeso dal Commonwealth per aver violato la Dichiarazione, e seguito del rifiuto della revoca di sospensione, il paese si è ritirato dal Commonwealth nel 2003. 